# Dollar Devils
Dollar Devils is een Amerikaanse dramafilm uit 1923 onder regie van Victor Schertzinger.

## Verhaal
Er wordt olie ontdekt in de buurt van een klein dorp in New England. De inwoners investeren hun geld meteen in de onderneming van Bruce Merlin. De ingenieursstudent Jim Biggers voelt dat er iets niet pluis is en hij gaat op onderzoek.

## Rolverdeling
| Acteur            | Personage       |
| ----------------- | --------------- |
| Joseph J. Dowling | Xannon Carthy   |
| Miles McCarthy    | Hal Andrews     |
| May Wallace       | Mevrouw Andrews |
| Eva Novak         | Amy             |
| Hallam Cooley     | Bruce Merlin    |
| Cullen Landis     | Jim Biggers     |
| Lydia Knott       | Mevrouw Biggers |
| Neyneen Farrell   | Helen Andrews   |